# George Benson
George Washington Benson (Pittsburgh, 22 marzo 1943) è un cantante, chitarrista e compositore statunitense.

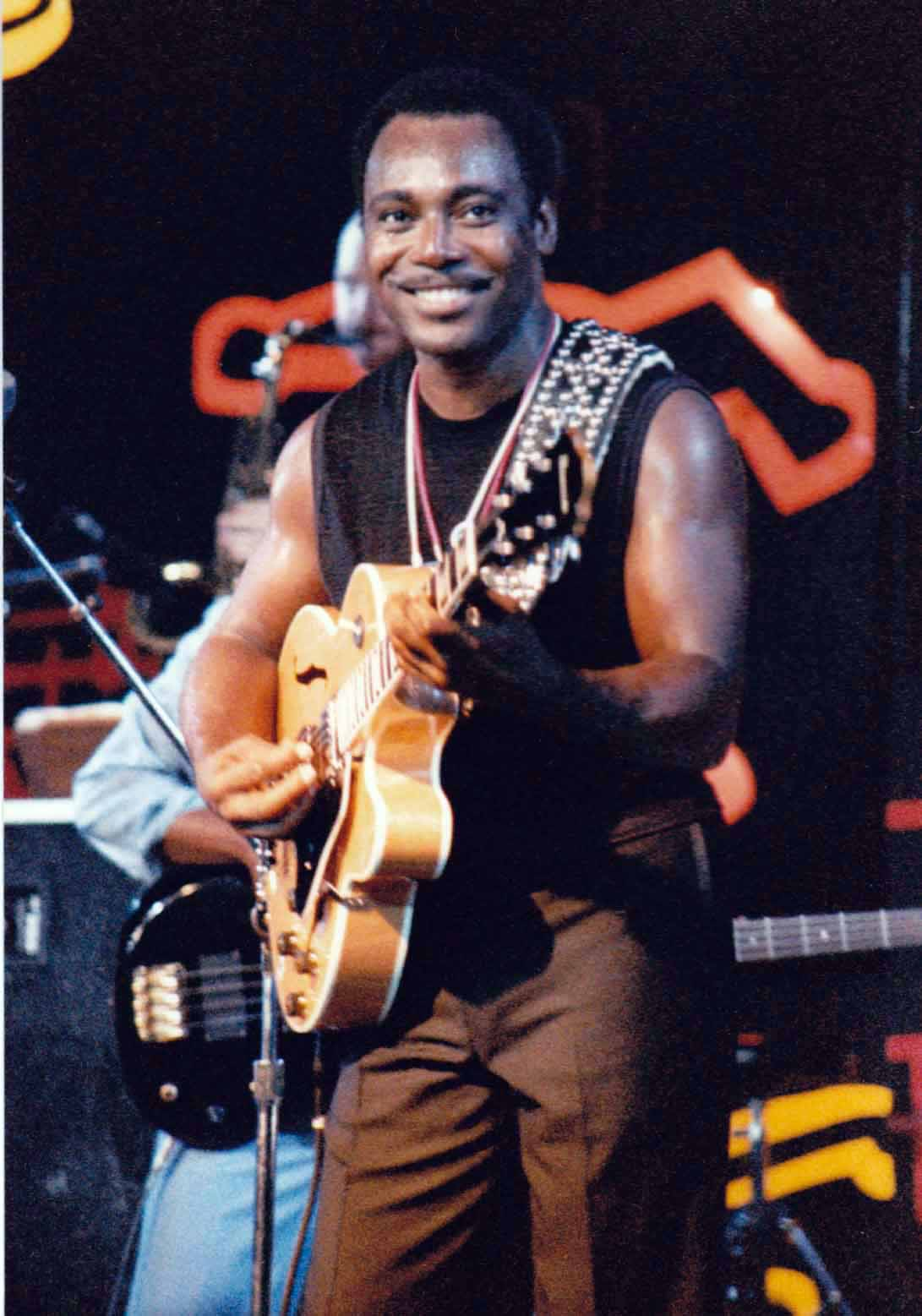
George Benson durante un live a Montreux, in Svizzera, nel luglio 1986

Considerato uno dei più raffinati ed eleganti chitarristi della scena mondiale, dotato di uno straordinario talento vocale che insieme alla sua "mitica" chitarra Ibanez ha generato una simbiosi davvero unica; ha spaziato dal jazz a hit internazionali come Give Me the Night, Turn your love around, On Broadway, Nothing's Gonna Change My Love for You, Song for my brother e altre ancora.

## Biografia
Musicista statunitense, ha cominciato la propria carriera all'età di 21 anni come chitarrista jazz. Benson, tuttavia, è noto presso il grande pubblico soprattutto come cantante di musica pop e R&B grazie a grandi successi tra i quali Give Me The Night, Lady Love Me (One More Time) Turn Your Love Around, In Your Eyes, Love X Love, Being With You e This Masquerade. George Benson è ricordato dai jazzofili anche come abile utilizzatore dello "scat", una tecnica che permette di creare vocalizzi che, nel caso di Benson, si sovrappongono ai fraseggi suonati con la chitarra.

### L'inizio della carriera
George Benson è nato e cresciuto nell'Hill District di Pittsburgh (Pennsylvania). Ispirandosi ai due leggendari chitarristi Wes Montgomery e Charlie Christian, cominciò la propria carriera musicale suonando come chitarrista nella formazione jazz dell'organista Jack McDuff con il quale collaborò svariati anni. Grazie all'accordo con l'impresario talent scout John Hammond, all'età di 21 anni, Benson incise il suo primo album, The New Boss Guitar, ancora una volta con Jack McDuff all'organo, per la casa discografica Prestige (1966-1967).
Il lavoro successivo fu It's Uptown with the George Benson Quartet con Lonnie Smith all'organo e Ronnie Cuber al sassofono baritono.
Questo album mette in luce il talento di Benson nella costruzione di linee melodiche ricche di swing e bebop. Benson proseguì con The George Benson Cookbook, sempre assieme a Lonnie Smith e Ronnie Cuber. Negli anni successivi, Benson collaborò con vari artisti come Miles Davis (nell'album Miles in the Sky, nel quale George accompagna con la chitarra elettrica il brano Paraphernalia) Herbie Hancock e Jimmy Smith. La pubblicazione dell'album Giblet Gravy coincise con il passaggio alla casa discografica Verve Records (1968-1969). Negli anni successivi cambiò ancora, prima alla A&M (1969-1970) e poi alla CTI di Creed Taylor (1970-1975).

### Anni Settanta-Ottanta
Grazie a un nuovo contratto con la Warner Bros. e la produzione di Tommy LiPuma, arrivò la svolta, con l'album Breezin’, nel 1976. Breezin’ e il suo singolo This Masquerade ebbero tale successo da far guadagnare il Grammy Award a George Benson, che con questo album riuscì a immergere l'ascoltatore in sonorità estremamente sofisticate, venendo alla luce anche quale cantante di grande valore. E sono questi gli anni in cui il nostro, a seguito delle innovazioni intervenute nel campo dell'amplificazione, mise a punto le caratteristiche che secondo lui una chitarra da jazz avrebbe dovuto avere: sulla scorta di altri blasonati modelli di semiacustiche americane prese così forma la Ibanez GB 10, che, rispondendo a specifiche modifiche di Benson e grazie alla qualità finale, è diventata un classico, ancora in produzione dopo oltre 30 anni, seppur affiancata da numerose sorelle.
Nel 1979 uscì l'album doppio Livin' Inside Your Love che lo consacrò al successo definitivo conteneva il brano Soulful Strut che ha fatto vincere a Claus Ogerman il Grammy Award for Best Instrumental Arrangement nel 1980. In questo periodo registrò anche la canzone The Greatest Love of All, per il film The Greatest con Muhammad Ali, che non fu subito apprezzata, ma successivamente cantata da Whitney Houston arrivò in vetta alle classifiche. Sempre nel 1979 Bob Fosse sceglie per il suo film All That Jazz, vincitore di quattro premi oscar e Palma d'oro al Festival di Cannes, la famosa canzone dei Drifters On Broadway, che Benson aveva inciso nel suo album Weekend in L.A. nel 1978. Pur rimanendo nella stessa casa discografica, per l'uscita del nuovo album Give Me the Night, nel 1980, la produzione cambiò e venne affidata a Quincy Jones.
Questo disco, nonostante una vena più pop e delle sfumature quasi disco della title track, grazie anche alla collaborazione di altri noti artisti jazz, nonché del "songwriter" Rod Temperton (in seguito dietro a successi quali Thriller di Michael Jackson) gli accreditò altri Grammy Awards, rendendolo ancora più popolare. In questi anni Benson si ritrovò a duettare con famose star quali Aretha Franklin e Chaka Khan, sotto la produzione di Arif Mardin, e partecipò ai più importanti Jazz Festival mondiali. Fino alla metà degli anni ottanta, la sua carriera proseguì con un successo dietro l'altro pubblicando album quali In Your Eyes che contiene il brano Being with You premiato con il Grammy Award for Best Pop Instrumental Performance 1984 e 20/20; 3 brani di questo periodo restarono nelle prime posizioni in molte hit parade internazionali e successivamente i lavori discografici di Benson ricalcarono le sonorità della musica di grande diffusione radiofonica del momento.

### Dagli anni Novanta a oggi
Nel 1987, sempre con la produzione di Tommy LiPuma, venne pubblicato l'album Collaboration nel quale Benson alla chitarra elettrica e Earl Klugh a quella classica suonarono in una fusione sonora. Insieme alla Count Basie Orchestra, sulla base della promessa fatta al suo fondatore di rendere giustizia alla sua musica, nel 1990 esce un album che ne ricalca lo stile e in cui Benson mette il suo sigillo componendo in dedica la traccia Basie's Bag. Con la nomina di Tommy LiPuma alla presidenza della Verve Records, nella metà degli anni novanta, George Benson dopo anni trascorsi alla Warner Bros. cambia etichetta passando alla casa discografica GRP/Verve, con la quale vengono pubblicati album come Absolute Benson, in cui è evidente l'intenzione di recuperare lo stile dei suoi vecchi tempi. Nel 2004 esce l'album Irreplaceable dove cerca di farsi apprezzare anche dal pubblico giovanile (un brano si intitola Cell Phone) pur rimanendo nei confini del suo stile chitarristico e compositivo.
La penultima produzione discografica esce nell'ottobre del 2006, si intitola Givin' It Up ed è condivisa con il cantante Al Jarreau: è un album ancora una volta registrato con l'apporto di musicisti e ospiti importanti, in cui i due duettano magistralmente. Nell'estate 2009 George Benson durante il suo tour mondiale An Unforgettable Tribute to Nat King Cole, ha reso omaggio al famoso cantante Nat King Cole, interpretando brani dell'artista, avvalendosi della collaborazione di orchestre locali affermate. Nell'ottobre del 2009 Benson ha finito di registrare un nuovo album Songs and Stories con la produzione di Marcus Miller e John Burk come direttore creativo. Hanno partecipato musicisti di spicco quali David Paich e Steve Lukather.
Dopo quattro anni di tour e di sviluppo del An Unforgettable Tribute to Nat King Cole, nel giugno del 2013 esce il suo nuovo album Inspiration - A Tribute to Nat King Cole. Per questa opera, Benson riprende lo spirito del repertorio di Nat King Cole rivisitando i brani con gli arrangiamenti di Nelson Riddle e la Henry Mancini Institute Orchestra e si avvale della collaborazione di artisti come Idina Menzel e della cantante Judith Hill, oltre che a una speciale collaborazione con il grande trombettista Wynton Marsalis e con un altro asso della tromba come Till Brönner.

## Premi e riconoscimenti
- George Benson ha ricevuto diversi Grammy Awards:

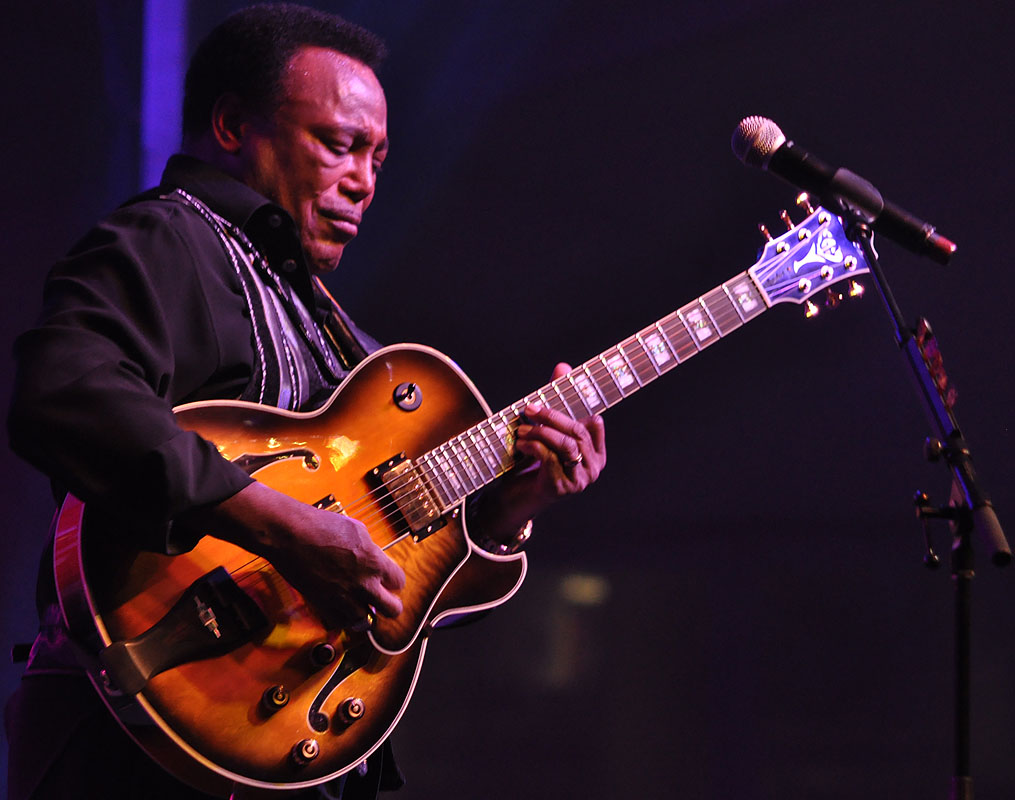
George Benson nel 2012

1. Record of the Year This Masquerade - 1976
2. Best Pop Instrumental Performance Breezin - 1976
3. Best Rhythm & Blues Instrumental Performance Theme from Good King Bad - 1976
4. Best R&B Vocal Performance, male On Broadway - 1978
5. Best R&B Vocal Performance, male Give me the night - 1980
6. Best R&B Instrumental Performance Off Broadway - 1980
7. Best Jazz Vocal Performance Moody's Mood - 1980
8. Best Pop Instrumental Performance Being with you - 1983
9. Best Pop Instrumental Performance Mornin' - 2006 insieme con Al Jarreau nell'album Givin' It Up (il brano ha raggiunto la 1ª posizione nella classifica Smooth Jazz Songs)
10. Best Traditional R&B Vocal Performance God Bless The Child - 2006 insieme con Al Jarreau e Jill Scott nell'album Givin' It Up

- Nel 1990 è stato anche premiato dal Berklee College of Music con l'Honorary Doctorate Degree in musica.
- L'11 giugno 2008 George Benson ha ricevuto da parte del National Endowment for the Arts (NEA) il Jazz Master, considerata la più alta onorificenza Jazz in ambito mondiale. Il dieci volte vincitore del Grammy Awards è stato nominato per essere un artista la cui eccellenza, l'impatto, e il significativo apporto hanno contribuito a mantenere viva l'importante tradizione del Jazz.
- Il 16 luglio 2008 riceve il "Riccio d'Argento" di "Fatti di Musica", la rassegna del Miglior Live Italiano e Internazionale di Ruggero Pegna - Le Castella di Isola Capo Rizzuto (Crotone) - Italia

## Discografia

### Album in studio
- 1964 - The New Boss Guitar of George Benson
- 1966 - It's Uptown
- 1967 - The George Benson Cookbook
- 1968 - Giblet Gravy
- 1969 - Goodies
- 1969 - Shape of Things to Come
- 1969 - Tell It Like It Is
- 1970 - The Other Side of Abbey Road
- 1971 - Beyond the Blue Horizon
- 1972 - White Rabbit
- 1973 - Body Talk
- 1974 - Bad Benson
- 1976 - Breezin'
- 1976 - Good King Bad (con Joe Farrell)
- 1976 - Benson & Farrell
- 1977 - In Flight
- 1979 - Livin' Inside Your Love
- 1979 - Take Five
- 1980 - Cast Your Fate to the Wind
- 1980 - Give Me the Night
- 1981 - GB
- 1983 - In Your Eyes
- 1984 - I Got a Woman and Some Blues
- 1985 - 20/20
- 1986 - While the City Sleeps...
- 1987 - Collaboration (con Earl Klugh)
- 1988 - Twice the Love
- 1989 - Tenderly
- 1990 - Big Boss Band
- 1993 - Love Remembers
- 1994 - The Most Exciting New Guitarist on the Jazz Scene
- 1996 - That's right
- 1996 - California Dreamin
- 1996 - Lil Darlin
- 1998 - Standing Together
- 2000 - Giblet Gravy
- 2000 - Absolute Benson
- 2004 - Irreplaceable
- 2006 - Givin' It Up (con Al Jarreau)
- 2007 - George Benson & Jack McDuff. 2-Fer
- 2009 - Songs and Stories
- 2011 - Guitar Man
- 2013 - Inspiration: a Tribute to Nat "King" Cole

### Album Live
- 1976 - In Concert-Carnegie Hall
- 1977 - Weekend in L.A.
- 1978 - Space
- 1984 - Live in Concert
- 1989 - Wichcraft
- 2004 - Golden Legends Live
- 2005 - Best of. Live in Belfast 2000
- 2020 - Weekend in London

### Raccolte
- 1976 - Blue Benson
- 1976 - Benson Burner 2 LP
- 1981 - The George Benson Collection
- 1987 - Exclusive Benson
- 1990 - Grand New World - Greatest Love Songs
- 1992 - The Essence of George Benson
- 2003 - The Very Best of - The Greatest Hits of All
- 2011 - The Essential Collection